# Disastro del lago Nyos
Il disastro del lago Nyos è un'eruzione limnica avvenuta il 21 agosto 1986 sul lago Nyos nel Camerun nord-occidentale che uccise 1.746 persone e 3.500 capi di bestiame.
L'eruzione ha innescato l'improvviso rilascio da 100.000 a 300.000 tonnellate di anidride carbonica (CO₂). La nuvola di gas inizialmente salì dal lago alla velocità di circa 100 chilometri all'ora, per poi, essendo più pesante dell'aria, scendere verso i villaggi vicini, spostando tutta l'aria e soffocando persone e bestiame entro un raggio di 25 chilometri dal lago. Da allora venne installato sul lago un sistema di degasazione, con l'obiettivo di ridurre la concentrazione di CO₂ presente nelle acque profonde, e quindi il rischio di ulteriori eruzioni.

## Eruzione e nube di gas
Non è noto cosa abbia provocato il catastrofico degasaggio. La maggior parte dei geologi sospetta una frana, ma alcuni credono che possa essersi verificata una piccola eruzione vulcanica. Una terza possibilità è che l'acqua piovana fresca che cade su un lato del lago abbia innescato il ribaltamento. Altri ancora credono che ci sia stato un piccolo terremoto, ma, poiché i testimoni non hanno riportato la presenza nella mattinata di nessuna scossa, questa ipotesi fu ritenuta alquanto improbabile. Qualunque sia la causa, l'evento si è determinato in acque profonde sovrassature, rapidamente seguito da un rimescolamento con gli strati superiori del lago, dove la pressione ridotta ha permesso l'accumulo di CO₂ e l'effervescenza dalla soluzione.
Si ritiene che siano stati rilasciati circa 1,2 chilometri cubi di gas. Le acque, normalmente blu del lago, diventarono di un rosso intenso dopo il degassamento a causa dell'acqua del fondo ricca di ferro, salita in superficie e successivamente ossidata dall'aria. Il livello del lago scese di circa un metro, mentre gli alberi vicino al lago vennero abbattuti.
Gli scienziati conclusero che una colonna di 100 m di acqua e schiuma si è formata sulla superficie del lago, generando un'onda di almeno 25 metri che ha spazzato la riva su un lato.
L'anidride carbonica, essendo circa 1,5 volte più densa dell'aria, ha fatto sì che la nuvola "abbracciasse" il terreno e si muovesse lungo le valli, dove erano presenti diversi villaggi. La massa di anidride carbonica aveva circa 50 metri di altezza, e viaggiava verso il basso alla velocità di 20-50 chilometri all'ora. Per circa 23 chilometri, la nube di gas era abbastanza concentrata da soffocare molte persone nel sonno nei villaggi di Nyos, Kam, Cha e Subum. Circa 4 000 abitanti fuggirono dall'area, e molti di questi hanno sviluppato problemi respiratori, lesioni e paralisi.

## Effetti sui sopravvissuti

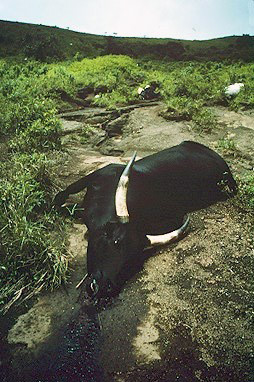
Bovini soffocati dal biossido di carbonio del lago Nyos

Un sopravvissuto, Joseph Nkwain di Subum, si descrisse quando si svegliò dopo che i gas lo avevano colpito:
Dopo l'eruzione, molti sopravvissuti vennero curati presso l'ospedale principale di Yaoundé, la capitale del Camerun. Si credeva che molte delle vittime fossero state avvelenate da una miscela di gas composta da idrogeno e zolfo. L'avvelenamento da questi gas causa bruciore agli occhi e al naso, tosse e segni di asfissia simili allo strangolamento.

## Degasaggio
L'entità del disastro ha indotto alla ricerca di adeguati metodi di prevenzione. Diversi ricercatori hanno proposto l'installazione di colonne di degassamento da zattere situate nel centro del lago. Il principio consiste nel far sfiatare lentamente la CO₂ sollevando acqua pesantemente satura dal fondo del lago attraverso un tubo, inizialmente usando una pompa, fino a quando il rilascio di gas all'interno del tubo solleva naturalmente la colonna di acqua effervescente, rendendo il processo autosufficiente.
A partire dal 1995 gli studi di fattibilità sono stati condotti con successo, per cui il primo tubo di degasaggio permanente venne installato sul lago Nyos nel 2001. Nel 2011 sono stati installati due tubi supplementari.
Dopo il disastro del lago Nyos, gli scienziati hanno studiato altri laghi africani per verificare se un fenomeno simile potrebbe accadere altrove. Anche il Lago Kivu nella Repubblica Democratica del Congo, 2000 volte più grande del Lago Nyos, è stato trovato supersaturo e i geologi hanno trovato prove del fatto che ogni mille anni avviene un fenomeno di degasaggio dalle proporzioni disastrose.

## Nella cultura di massa
Nel 2016 venne pubblicato un romanzo dello scrittore greco Basileios Drolias incentrato sul disastro del lago Nyos e sul suo degassamento.